# عبدی محمد
عبدی محمد (سومالیایی: Cabdi Maxamed؛ زادهٔ ۲۵ اکتبر ۱۹۹۶) بازیکن فوتبال اهل کنیا است.
از باشگاه‌هایی که در آن بازی کرده‌است می‌توان به باشگاه فوتبال نیویورک سیتی اشاره کرد.
وی همچنین در تیم ملی فوتبال سومالی بازی کرده‌است.